# Wälzkörper
Wälzkörper sind Kugeln, Rollen, Tonnen, Nadeln, Kegel oder andere Rotationskörper aus Stahl, Keramik oder speziellen, extra harten Kunststoffen, die als Elemente eines Wälzlagers oder einer Linearwälzführung die Reibung zwischen den verschiedenen Komponenten des Lagers oder der Führung erheblich reduzieren und damit die relative Bewegung verschiedener Maschinenelemente zueinander extrem erleichtern.
Mehrere Wälzkörper werden oft durch einen Wälzkörperkäfig (Kugel-, Rollen-, Nadelkäfig o. ä.) voneinander getrennt.